# Salvatore Riina
Salvatore Totò Riina (Corleone, 16 de noviembre de 1930-Parma, 17 de noviembre de 2017) fue un mafioso italiano y uno de los más famosos miembros de la Cosa Nostra siciliana. Apodado la Bestia (la Belva), el Jefe de Jefes ('U Capu di 'i Capi en siciliano), el Retaco, o a veces el Corto ('U Curtu en siciliano) debido a su pequeña estatura. Nunca nadie se atrevió a nombrar ante él ninguno de sus apodos; solo los muy cercanos le podían decir «Totò». Se dice que durante su larga carrera criminal asesinó personalmente a unas cuarenta personas y se cree que ordenó la muerte de otras quinientas.
Durante la década de 1980 y principios de la década de 1990, Riina y su familia mafiosa, los Corleonesi, desarrollaron una despiadada campaña de violencia tanto contra los clanes rivales como contra el estado, que culminó con el asesinato de los jueces antimafia Giovanni Falcone y Paolo Borsellino, lo cual causó un rechazo público a la Mafia y llevó a una redada masiva por parte de las autoridades, resultando en la captura y el encarcelamiento de Riina y gran parte de sus asociados.

## Ascenso al poder
Riina nació y creció en Corleone. A los trece años perdió a su padre y a su hermano pequeño, Francesco, tras una explosión al tratar de sacar la pólvora de una bomba de la Segunda Guerra Mundial. Su hermano Gaetano quedó herido, mientras que Totò salió ileso. En estos años conoció al mafioso Luciano Liggio con quien emprendió robos de gavillas de trigo y ganado. A los dieciocho años se unió a la cosca local, los Corleonesi, tras cometer un asesinato para ellos. En 1949 fue detenido tras matar a tiros a un hombre, por lo que pasó seis años en prisión por homicidio doloso.
Michele Navarra fue el cabecilla de los Corleonesi hasta 1958, cuando murió tiroteado por orden de Luciano Leggio, un despiadado mafioso de treinta y tres años que entonces se convirtió en el nuevo jefe. Junto a Totó Riina y Bernardo Provenzano (dos de los ejecutores del asesinato de Navarra), Leggio comenzó a incrementar el poder de los Corleonesi. Debido a sus orígenes en un pueblo relativamente pequeño, los Corleonesi no constituyeron un elemento importante en la mafia siciliana durante la década de 1950, en comparación con otras familias situadas en la capital, Palermo. Subestimándolos, los jefes palermitanos solían referirse a los Corleonesi como i viddani («los campesinos»). 
A comienzos de la década de 1960, Leggio, Riina y Provenzano, quienes habían pasado los últimos años cazando y asesinando a docenas de los seguidores de Navarra, se vieron forzados a ocultarse debido a la feroz guerra desatada por el jefe criminal Michele Cavataio contra los restantes clanes mafiosos. La misma alcanzó su pico más alto con la masacre de Ciaculli, en la que un coche-bomba colocado por la gente de Cavataio para matar a Salvatore «Ciaschiteddu» Greco, jefe de la poderosa familia local, se cobró la vida de siete guardias del orden. Riina y Leggio fueron arrestados y juzgados en 1969 por los asesinatos efectuados a principios de esa década, pero resultaron absueltos gracias a las amenazas a los jurados y testigos. Riina, Leggio y toda la banda se volvieron prófugos cuando fueron inculpados por el asesinato de Cavataio, el 10 de diciembre de ese año matanza de Viale Lazio, motivo por el que Riina también permaneció prófugo hasta su captura en 1993.
En 1974 Luciano Leggio fue arrestado y encarcelado por el asesinato de Michele Navarra 16 años antes, y aunque Leggio siguió teniendo influencia entre rejas, Riina se convirtió en la cabeza real de los Corleonesi. 
Durante la década de 1970, Sicilia se convirtió en un punto importante del comercio internacional de heroína, especialmente en lo referido al refinamiento y exportación del narcótico. Los beneficios obtenidos de la heroína eran enormes, sobrepasando a los de las actividades tradicionales como la extorsión y la usura. Totó Riina quería hacerse con el control del mercado y lo hizo planeando una guerra contra las familias mafiosas rivales.
A finales de la década de 1970, Riina orquestó los asesinatos de diversas autoridades públicas, tales como jueces, fiscales y miembros de los Carabinieri. Estos asesinatos sirvieron, además de para intimidar al estado, para incriminar a los rivales de los Corleonesi. Los padrinos de varias familias mafiosas eran vistos con frecuencia en sus comunidades, hombro con hombro junto a políticos y alcaldes, protegiéndose a sí mismos con sobornos en lugar de con violencia. En contraste, Riina, Provenzano y otros Corleonesi eran fugitivos, ocultos y rara vez vistos por otros mafiosos y, por supuesto, en público. Por lo tanto, cuando asesinaban a un policía o un juez, los palermitanos eran el objeto de las investigaciones policiales, especialmente porque dichos asesinatos se llevaban a cabo deliberadamente en territorio palermitano, en lugar de un territorio Corleonesi.

## La guerra mafiosa de 1981-82
Los principales rivales de los Corleonesi eran Stefano Bontade, Salvatore Inzerillo y Gaetano Badalamenti, jefes de algunas de las más poderosas familias mafiosas de Palermo. El 23 de abril de 1981, Bontade falleció ametrallado, y pocas semanas después, el 11 de mayo, Inzerillo también murió acribillado. Varios familiares y asociados de ambos fueron también asesinados o desaparecieron sin dejar rastro bajo el método de lupara bianca, incluido el hijo de 17 años de Inzerillo, asesinado por haber jurado vengar a su asesinado padre. Solo Badalamenti logró sobrevivir, al abandonar Sicilia.
Más y más asesinatos tuvieron lugar los dos años siguientes. El mejor ejemplo de este derramamiento de sangre tuvo lugar el 30 de noviembre de 1982, cuando doce mafiosos fueron asesinados en Palermo en doce incidentes diferentes por una trampa de Michele Greco. Los asesinatos atravesaron incluso el Atlántico, cuando el hermano de Inzerillo fue encontrado muerto en Nueva Jersey tras huir a Estados Unidos. 
En un intento de aterrorizar a las autoridades, Riina también ordenó los asesinatos de jueces, policías y fiscales. Uno de los principales asesinatos fue el del general Carlo Alberto Dalla Chiesa, quien había ganado fama combatiendo a las Brigadas Rojas en el interior de Italia y había sido nombrado prefecto de Palermo para intentar frenar la ola de violencia mafiosa. El 3 de septiembre de 1982, solo seis meses después de su llegada a Sicilia, Dalla Chiesa, su esposa y uno de sus guardaespaldas murieron baleados. Se cree que el asesino fue Pino Greco, uno de los secuaces favoritos de Riina. Un as con el AK-47, y apodado inexplicablemente «El zapato», Pino Greco es sospechoso de haber cometido unos ochenta asesinatos para Riina, incluidos los de Bontade e Inzerillo. 
Durante 1981 y 1982, alrededor de mil mafiosos fueron asesinados mientras Riina diezmaba a sus oponentes y ellos a su vez intentaban devolver los golpes, y al menos otros doscientos desaparecieron sin dejar rastro: un apabullante baño de sangre, incluso considerando el historial de violencia mafiosa de Sicilia. 
Una de las más terroríficas historias de ese periodo es la de la llamada «habitación de la muerte», un diminuto apartamento en Palermo controlado por uno de los hombres de Riina, Filippo Marchese. Las víctimas eran llevadas allí para ser torturadas en busca de información, y luego asesinadas, antes de ser después disueltas en ácido o descuartizadas y arrojadas al mar. Un informador que trabajó junto a Marchese aseguraba que este insistía en estrangular él mismo a las víctimas, aunque eran sus subordinados quienes se deshacían de los cuerpos.
Riina empleó también la traición en su guerra, convenciendo con frecuencia a sus rivales a que se uniesen a él y asesinándolos cuando ya no le eran útiles o cuando sus ambiciones se incrementaban; algo que hizo incluso con dos de sus más leales y despiadados asesinos, Pino Greco y Filippo Marchese. En enero de 1983, tras decidir que Marchese ya no le era útil, Riina ordenó a Pino Greco que lo asesinara. Tres años después, el mismo Riina ordenó a Vincenzo Puccio y Giuseppe Lucchese que matasen a Greco a balazos, tras comprobar cómo las ambiciones de este se incrementaban.
Las tácticas de los Corleonesi, aunque ayudaron a que se convirtiese en el clan más poderoso de Sicilia, se volvieron en su contra cuando, en 1984, un narcotraficante palermitano llamado Tommaso Buscetta se convirtió en el primer mafioso siciliano en informar y cooperar con las autoridades. Buscetta era aliado de Bontade e Inzerillo, habiendo perdido a varios familiares y muchos amigos a manos de los asesinos de Riina, lo que lo convenció de que convertirse en informador era la única manera de salvarse y lograr su venganza. Buscetta proporcionó gran cantidad de información al juez Giovanni Falcone, testificando en el Maxi Proceso celebrado en el bienio 1986-87 que condenó a cientos de mafiosos. En este juicio, Riina fue sentenciado de nuevo a cadena perpetua por asesinato, pero dado que seguía en paradero desconocido fue otra condena dictada in absentia.

## Redada
Giovanni Falcone y su colega Paolo Borsellino hacían grandes progresos en su guerra contra la Mafia, lo que naturalmente significaba estar bajo constante amenaza de muerte, además de sentir cómo eran obstaculizados por compañeros y superiores, algunos de los cuales se encontraban a sueldo de la Mafia. El más notable de estos casos fue el de Santino «Orangután» Marcuzzi, que desempeñaba la función de fiscal adjunto de Nino «As de copas» Mussi, quien se supo que entregó a Falcone a la familia de Riina.
El 23 de mayo de 1992, Falcone, su esposa y tres guardaespaldas fueron asesinados mediante una bomba colocada bajo la autopista que une Palermo con su aeropuerto. La bomba fue accionada por uno de los hombres de Riina, Giovanni Brusca. Casi dos meses después, el 19 de julio, Borsellino y cinco de sus guardaespaldas fueron asesinados con un coche bomba. Ambos ataques fueron ordenados por Riina y llevados a cabo por sus numerosos asesinos. La opinión pública, furiosa, culpó tanto a la Mafia como a los políticos por considerar que no habían protegido adecuadamente a Falcone y Borsellino, lo que llevó al gobierno italiano a efectuar una masiva redada contra la Mafia.
El 15 de enero de 1993, gracias a un dato de un informante, varios carabinieri armados arrestaron a Totò Riina en Palermo mientras esperaba en su coche ante un semáforo (su chófer, Balduccio di Maggio, fue el informante en cuestión; varios de sus familiares fueron asesinados posteriormente por ello). Riina aseguró ser solo un pobre contable, y en su rancio traje, el susurrante gordinflón de 62 años parecía ser simplemente eso. Preguntado acerca de la empresa en la que trabajaba, respondió que no la mencionaría para no dañar su reputación. En prisión preventiva, Riina se comportaba de manera respetuosa y afable con sus captores, agradeciendo finalmente a los oficiales de policía y del juzgado su buen trato, aunque logró insultar su inteligencia no solo afirmando que jamás había oído hablar de la Mafia, sino insistiendo en que no tenía «ni idea» de que era el fugitivo más buscado de Sicilia durante las últimas tres décadas. Otros testigos comentaron que Riina no paraba de gritar «comunistas» a los policías y a la sala que le juzgaba.
La satisfacción pública por el arresto de Riina (uno de los diarios publicó el sensacionalista titular «El diablo» sobre su imagen) se enfrió al revelarse que, durante sus treinta años como fugitivo, Riina había vivido en Palermo, con atención médica por su diabetes y registrando a sus cuatro hijos con sus nombres reales en el hospital local; incluso llegó a visitar Venecia en su luna de miel sin ser identificado. Muchos, de manera indignada y con enojo, declararon que las autoridades solo arrestaron a Riina debido a la presión a la que se vieron sometidos por la opinión pública tras los asesinatos de Falcone y Borsellino, viendo la facilidad con la que Riina había evitado la justicia durante tanto tiempo como un ejemplo de lo que muchos no dudaron en definir como apatía —por no llamarlo complicidad— de las autoridades sicilianas en lo referente a la Mafia.
A pesar de haber sido ya condenado a dos cadenas perpetuas, Riina fue de nuevo juzgado por más de cien asesinatos, incluyendo los que ordenó contra Falcone y Borsellino. En 1998, Riina es sentenciado con una nueva cadena perpetua por el asesinato de Salvo Lima, un político del que se venía sospechando una relación con la Mafia y que murió a tiros en 1992 tras fracasar en su intento de impedir las encarcelaciones de mafiosos en los macrojuicios hacia mediados de las década de 1980.
Riina permanecía preso en una prisión de máxima seguridad en Milán, con contacto limitado con el mundo exterior para prevenir que pudiese seguir gobernando su organización entre rejas como otros hicieron en el pasado. Sin embargo, siguió dirigiendo la organización entre rejas y tenía televisión, ordenador personal, internet, teléfono móvil, y demás objetos para seguir dando órdenes [cita requerida]. Se le confiscaron 125 000 000 USD en bienes —probablemente solo una fracción de su ilícita fortuna—. Su vasta mansión fue adquirida por el ayuntamiento de Corleone en 1997. En un gesto práctico a la vez que simbólico, la mansión se convirtió en una escuela para niños.
En abril de 2006, justo trece años después de su arresto, fue juzgado nuevamente, esta vez por el asesinato del periodista Mauro De Mauro, desaparecido en 1970.
Se cree que uno de los amigos más íntimos de Riina en el clan de los Corleonesi, Bernardo Provenzano, tomó su relevo como líder de la organización. Provenzano fue arrestado el 11 de abril de 2006 cerca de Corleone, tras permanecer 43 años oculto. Tras el arresto de Provenzano, Salvatore Lo Piccolo ascendió a la cúpula de la mafia siciliana, pero fue arrestado poco después, el 5 de noviembre de 2007.

## Familia y personalidad
Salvatore Riina se casó con su esposa Ninetta (hermana de Leoluca Bagarella) en 1974, unión de la que son fruto sus cuatro hijos. Sus dos hijos varones, Giovanni y Giuseppe, siguieron los pasos de su padre y se encuentran también entre rejas. En noviembre de 2001, y con 24 años, Giovanni Riina fue recluido por cuatro asesinatos cometidos en 1995. El 31 de diciembre de 2004, el hijo menor de Riina, Giuseppe Riina, fue condenado a catorce años por varios crímenes, incluyendo asociación mafiosa, extorsión y blanqueo de dinero. Sin embargo, una de sus hijas fue elegida delegada de su clase en la universidad, a donde pudo regresar a los veintiún años cuando la familia abandonó su escondite tras el arresto de su padre. 
Debido a su discreción, Riina sigue siendo un personaje enigmático en relación con su personalidad. El confidente Antonino Calderone describió a Riina como «increíblemente ignorante, pero intuitivo, inteligente e imprevisible...». Según él, habla de manera susurrante y es un padre y esposo dedicado. Una de las más extrañas anécdotas contadas por Calderone es la de Riina leyendo un emotivo elogio en el funeral del asesinado hermano de Calderone, a pesar de que fue el propio Riina quien ordenó su muerte. Calderone cuenta también que, cuando Riina decidió casarse con su amor, Ninetta, la familia de la joven se opuso a la unión. Según Calderone, Riina respondió: «No quiero a ninguna otra mujer que no sea mi Ninetta, y si ellos [su familia] no me dejan casarme con ella, tendré que matar a algunos». Inmediatamente, la familia de Ninetta abandonó cualquier oposición a los planes matrimoniales de Riina, por lo que quedó así acreditada su famosa condición de pendenciero, despiadado y cruel asesino. 
Giovanni Brusca, uno de los pistoleros de Riina y que detonó personalmente la bomba que acabó con Falcone, se convirtió posteriormente en confidente, tras ser arrestado en 1996. Brusca afirmó que, durante 1991 y principios de 1992, Riina consideró realizar actos de terrorismo contra el Estado como respuesta a la campaña contra la Mafia, incluyendo acciones tales como volar la torre de Pisa. De hecho, durante los meses posteriores al arresto de Riina, los Corleonesi detonaron varias bombas contra varias destinos turísticos en la península italiana, resultando en la muerte de una decena de personas, incluyendo una familia completa. Brusca también mencionó cómo Riina declaró a los hijos de los confidentes «objetivos legítimos», y de hecho Brusca torturó y asesinó al hijo de once años de un confidente, en un intento fallido por silenciar su testimonio contra Riina.
Aunque las acciones criminales de Riina tenían como objetivo la obtención de riqueza y poder, su impiedad, traiciones y la enorme cantidad de brutales asesinatos cometidos u ordenados por él fueron excesivos incluso para lo establecido por otros gánsteres. Esto podría sugerir psicopatía o, como mínimo, que haya ganado justamente su sobrenombre, «La Bestia».
El 17 de noviembre de 2017 falleció de cáncer en Parma. Seguía en prisión, tenía 87 años de edad y la salud deteriorada tras dos intervenciones quirúrgicas.